# Shanastaq-e Soflá
Shanastaq-e Soflá (persiska: شَنَستَقِ پاعين, شَنستَقِ سُفلَى, شَنَستغ سُفلَ, شَنَستَقِ سُفلَى, شنستق سفلی, Shanastaq-e Pā‘īn) är en ort i Iran.   Den ligger i provinsen Qazvin, i den nordvästra delen av landet, 160 km väster om huvudstaden Teheran. Shanastaq-e Soflá ligger 1 924 meter över havet och antalet invånare är 464.
Terrängen runt Shanastaq-e Soflá är lite bergig, och sluttar norrut. Runt Shanastaq-e Soflá är det ganska tätbefolkat, med 108 invånare per kvadratkilometer. Närmaste större samhälle är Dānesfahān, 16,3 km nordost om Shanastaq-e Soflá. Trakten runt Shanastaq-e Soflá består i huvudsak av gräsmarker.